# Yechiva de Radoun
La Yechiva de Radoun, est fondée en 1869, à Radoun, en Pologne, aujourd'hui en Biélorussie par le rabbin Israel Meir Kagan, mieux connu sous le nom du Hofetz Haïm.

## Histoire

### 1869-1915
- 1869:

Le Hofetz Haïm fonde une Yechiva à Radoun,,,.
- 1883 :

Le gendre du Hofetz Haïm, le rabbin Hersh Levinson, devient le responsable de la yechiva. 
- 1900 :

Le rabbin Moché Londinsky, un ancien de la Yechiva de Volozhin, devient Rosh yeshiva. 
- 1904 :

Le Beth Midrash étant trop petit, un nouveau bâtiment est construit.
Le rabbin Naftali Trop devient Rosh yeshiva.
- 1907-1910:

Le rabbin Yeruchom Levovitz devient le Mashgiach ruchani. Il ira plus tard à la Yechiva de Mir.
- 1912 :

Le bâtiment de la yechiva est détruit pour faire place à un nouvel édifice, pouvant contenir des dortoirs, une bibliothèque.

### Première Guerre mondiale
- 1915 :

Avec l'armée russe en retraite et les troupes allemandes approchant Radoun, le Hofetz Haïm divise la yechiva. Une minorité reste à Radoun avec le rabbin Moshe Landynski et le Mashgiach ruchani, le rabbin Yosef Leib Nendik. La majorité quitte Radoun pour se réfugier plus à l'intérieur de la Russie, sous la direction du Hofetz Haïm, de son gendre, et du rabbin Naftoli Trop. Ce groupe s'établit à Smilavitchy (Smilovitz) dans la province de Minsk.
- 1916 :

À cause de la proximité des champs de bataille, la yechiva se déplace plus loin en Russie, à Shumyatz dans la province de Moguilev (Mohilov) et ensuite à Snovsk dans la province de Chernigov.
- 1918 :

Les allemands occupent Minsk.

### Après la Première Guerre mondiale
- 1921 :

La mort, après une courte maladie du rabbin Hersh Leib Levinson, influence le retour à Radoun..
Au printemps, la yechiva retourne à Radoun. Le rabbin Moshe Landynski accueille les arrivants. Le bâtiment de la yechiva n'est pas en condition d'utilisation, les troupes allemandes s'en étant servi pour leurs chevaux. En attendant les réparations et du nouveau mobilier (détruit et/ou pris par les allemands), le Beth Midrash est le refuge temporaire.
La yechiva reprend du lustre sous la direction du rabbin Naftali Trop et du rabbin Moshe Landynski.
Le fils du rabbin Hersh Levinson, Yehoshua Levinson supervise la yechiva et le gendre du rabbin Hersh Levinson, le rabbin Eliezer Kaplan devient le Mashgiach ruchani.
- 1928:

À la suite du décès du rabbin Naftali Trop, la yechiva commence à perdre son rang parmi les yechivot. La nomination de deux jeunes Roshei Yeshiva, le rabbin Baruch Feivelson, gendre du rabbin Trop, et du rabbin Mendel Zaks ne permet pas de remonter la pente.
- 1933

Le rabbin Baruch Feivelson meurt en 1933. Le rabbin Mendel Zaks devient l'unique Rosh Yeshiva.
Le Hofetz Haïm meurt en 1933. Il n'occupait pas la position de Rosh yeshiva et il y donnait rarement des cours. Par contre l'existence même de la yechiva dépendait de lui, en particulier pour la levée de fonds.
Le rabbin Moshe Landynski se voit obligé de voyager pour assurer les moyens financiers de la yechiva. Il va jusqu'à Londres dans ce but.
- 1938:

Le rabbin Moshe Landynski meurt en 1938.

### Seconde Guerre mondiale
L'Union soviétique prend possession de Radoun.
La majorité de la yechiva s'installe à Vilnius, en Lituanie. Le rabbin Mordechai Dov Rotblat (neveu du Hofetz Haïm) et les rabbins Hillel Ginsburg (beau-frère du rabbin Eliezer Zev Kaplan) et Avraham Trop restent à Radoun.
Avec le manque de place à Vilnius, la yechiva se divise en deux groupes: une moitié s'installe à Eišiškės (Eishyshok), en Lituanie avec Yehoshua Levinson et l'autre moitié à Otian.

## Élèves connus
- Samuel Belkin
- Yerucham Gorelick[5]
- Elchonon Wasserman
- Samuel Yalow